# Brauerei Kelbra

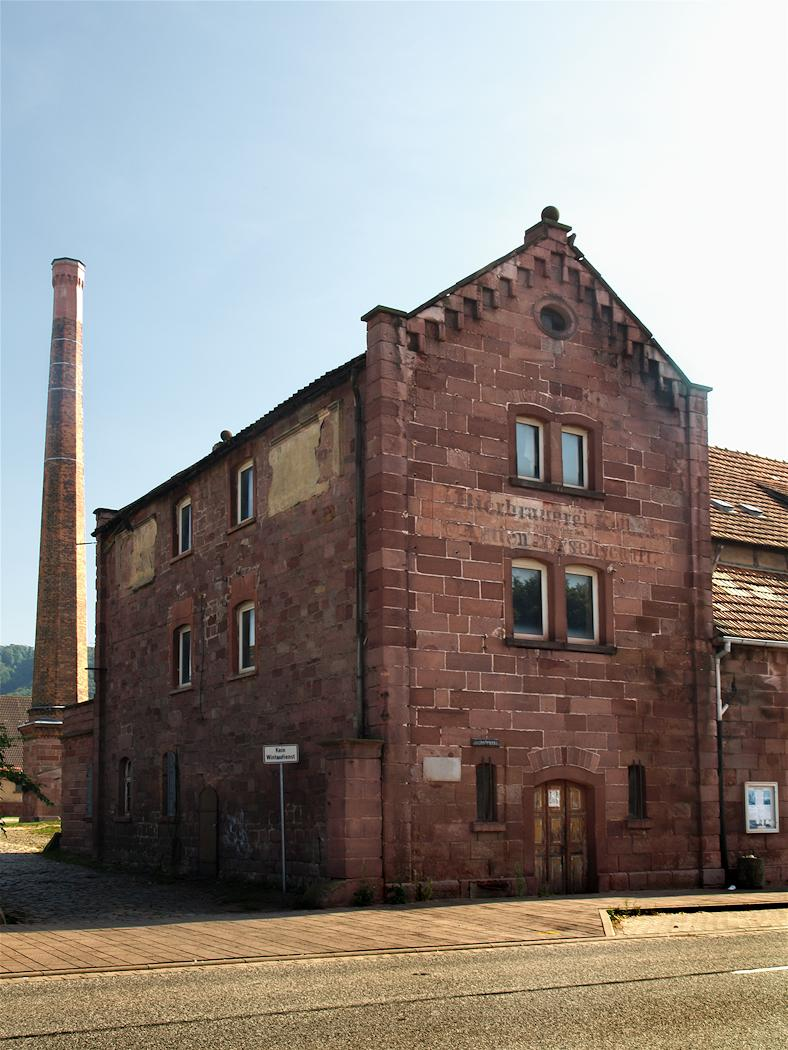
Eingang zur Brauerei mit denkmalgeschütztem Schornstein

Die neue Brauerei Kelbra befand sich auf dem Grundstück Jochstraße 3 in der Stadt Kelbra (Kyffhäuser) in Sachsen-Anhalt. Der eigentliche Brauereibetrieb wurde bereits 1926 eingestellt und das Braugebäude 2006 abgebrochen. Erhalten haben sich mehrere Nebengebäude sowie der unter Denkmalschutz stehende Schornstein.

## Lage
Das Grundstück erstreckt sich von der Jochstraße bis zur Gartenstraße. Dort befinden sich heute auf einer Grundfläche von ca. 1.200 m² zweigeschossige große Kellerräume. Das eigentliche Braugebäude wurde 2006 abgebrochen. Die Brauerei befindet sich direkt an der Bundesstraße 85, der Bier- und Burgenstraße.

## Historisches Braurecht
Das Braurecht in Kelbra lag auf bestimmten Grundstücken. Die über Kelbra regierenden Grafen vergaben es gegen ein Entgelt. Die Reihenfolge des Brauens war für ein Jahr festgelegt, das jeweilige Grundstück wurde mit einem Strohwisch gekennzeichnet. Noch heute zu sehen ist an der Mittelstraße 10 neben der Eingangstür ein Sandsteinloch zur Aufnahme des Strohwisches. Das Braurecht verlor Anfang des 19. Jahrhunderts seinen Wert; viele Grundstückseigentümer hatten kein Interesse mehr am Bierbrauen. Diesen Umstand machte sich der Kupferschmied Eduard Joch zunutze und kaufte für 100 Taler das Braurecht in der Stadt Kelbra. 1842 führte er das Lagerbier ein, was häufig getrunken wurde. 1845 erwarb er den Storkauer Hof für 700 Taler und baute ihn zur Brauerei um. Zwei Jahre später erhielt er die Dauerkonzession zum Bierbrauen. Die Produktion vervielfachte sich sehr schnell, so dass der Platz bald nicht mehr ausreichte.
1861 kaufte er von der Stadt Kelbra zwei Morgen Land auf der damals noch unbebauten „Gebreite“, südlich der Ortslage gelegen. Hier errichtete er eine neue größere Brauerei mit den Außenmaßen von 120 × 22 Metern und tiefen, über zwei Etagen führenden, Kellern. Die Kellersohle befindet sich acht Meter unter dem Gelände. Der Schornstein wurde 1869 errichtet und die erste Dampfbierbrauerei der Region damit eingeweiht.
Die unteren Keller dienten als Eiskeller, die zur Kühlung bei der Bierherstellung benötigt wurden. Dabei wurden die äußeren, hohen Keller durch tiefe Kellerschächte von oben mit Eis befüllt. Die Eisblöcke wurden von den künstlich angelegten Teichen in Thürungen und Sittendorf geholt. Arbeitslose Handwerker brachen das Eis im Winter, wenn es mindestens eine Stärke von 20 cm hatte. Das Fuhrunternehmen Schröter brachten die Eisblöcke mit schweren Fuhrwerken zur Brauerei.

## 1880–1945

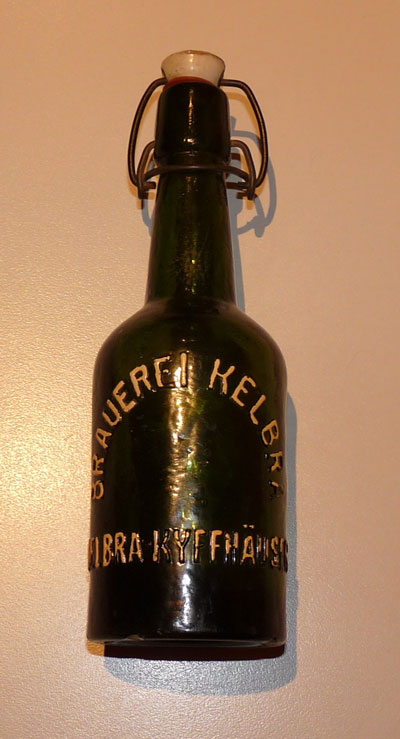
Bierflasche mit Bügelverschluss (1921–1924)

1880 starb Eduard Joch, und die Brauerei wurde von seinen Brüdern übernommen. Von 1887 bis 1926 wurde die Brauerei als Aktiengesellschaft weiterbetrieben. Gebraut wurde hier u. a. das Kyffhäuser-Pilsener. An den Begründer der Brauerei erinnert heute noch ein Denkmal in der Promenade sowie die nach ihm benannte „Jochstraße“. Ab 1927 stellte man das Bierbrauen ein. Die Baulichkeiten dienten der Mitteldeutschen Engelhardt Brauerei AG Halle als Abfüllanlage.
Während des Zweiten Weltkrieges diente die Brauerei ab dem 2. November 1944 als Zweigstelle des KZ-Außenlager Roßla, einem Außenlager des KZ Mittelbau-Dora bei Nordhausen. In dieser Zeit mussten KZ-Häftlinge ein Anschlussgleis zur Kyffhäuser Kleinbahn legen, zur Materialbelieferung für die Raketenproduktion der V2 und zum Abtransport der fertigen Teile. Aus dieser Zeit ist ein Todesfall aufgrund von Unterernährung bekannt, zahlreiche Häftlinge starben bei den Bombenangriffen auf Kelbra im April 1945. SS-Unterscharführer Walter Christoph fungierte als Lagerführer.

## Nachkriegs- und DDR-Zeit
Als es am 16. zum 17. Juli 1945 in Kelbra und Umgebung 93 Liter pro Quadratmeter regnete, lief das Regenwasser nachts die „Gebreite“ herunter, wurde durch den aufgeschütteten Bahndamm der Kyffhäuserkleinbahn gestaut und floss entlang des Gleises zur früheren Brauerei. Dort lief es in die Keller und stand dort mehrere Tage. Nach dem Austrocknen der Keller lagerte man dort Bier, Obst, Gemüse und kurzzeitig auch Fisch in Fässern. Um die mühevolle Beförderung der Fässer über eine Seilwinde per Hand zu beenden, wurde ein Maschinenaufzug eingebaut. Dieser Aufzug ist aber bereits wieder demontiert. Die vorhandenen Wetterschächte sorgten für Frischluftzufuhr.
Seit den 1970er Jahren hatten die Keller keine wirtschaftliche Bedeutung mehr, wohingegen in der großen Scheune der VEB Stanzerei Kelbra einzog. In den oberen Kellern wurde für die Stanzerei eine Heizung errichtet sowie Kohlen und Holz gelagert. Anfang der 1970er und der 1980er Jahre verkauften die Erben der „Bierbrauerei zu Kelbra“, die Familie Rudloff, auf Grund von Erbauseinandersetzungen Teile des Grundstückes der ehemaligen Brauerei an volkseigene Betriebe wie die Stanzerei, SERO und das Wohnhaus an die LPG.

## Gegenwart

Bauwerksskizze

Nach der Wende hat die Stadt Kelbra das gesamte Gelände durch Grundstückskäufe wieder zusammengeführt. Es befindet sich jetzt bis auf den östlichen Teil im Eigentum der Stadt. In den letzten Jahren wurden die desolaten Aufbauten abgerissen, die Keller abgedichtet und der Schornstein als Industriedenkmal saniert. Die ehemaligen Stallungen und die große Scheune werden vom Bauhof der Stadt als Lager und Garagen genutzt. Das Wohnhaus wird noch bewohnt, befindet sich allerdings in einem sanierungsbedürftigen Zustand.
Heute noch sind kleine Öffnungen in einigen Kellerwänden feststellbar. Diese Wände wurden aufgebrochen, weil man hier nach 1990 Teile des verschollenen Bernsteinzimmers vermutete.
Mitglieder des Fördervereins für Heimatgeschichte führen zum Tag des offenen Denkmals oder nach Vereinbarung interessierte Bürger durch die Kelleranlagen und erläutern die Entstehung und die wechselvolle Nutzung der riesigen Kellerräume.